# SpaceX CRS-9
SpaceX CRS-9 (також відомий як SpX-9) — одинадцятий політ автоматичного вантажного корабля Dragon компанії SpaceX. Дев'ятий політ за програмою постачання МКС, для SpaceX в рамках програми Commercial Resupply Services під контрактом з NASA.

## Корисне навантаження
Dragon доставив до МКС 2257 кг корисного навантаження. У герметичному відсіці доставлено 1790 кг (з урахуванням упаковки), зокрема:
- матеріали для наукових досліджень — 930 кг;
- продукти харчування та речі для екіпажу — 370 кг;
- обладнання і деталі станції — 280 кг;
- обладнання для виходу у відкритий космос — 127 кг;
- комп'ютери та комплектуючі — 1 кг;
- російський вантаж — 54 кг.

У негерметичному відсіці доставлено новий стикувальний адаптер (порт) для майбутніх пілотованих космічних кораблів Dragon V2 та CST-100. Маса адаптера 467 кг.

На станцію доставлені матеріали більш ніж для 250 наукових досліджень, серед яких:
- Biomolecule Sequencer
- Mouse Epigenetics
- Phase Change Heat Exchanger
- OsteoOmics
- Heart Cells
- Gumstix
- NanoRacks Nano Tube Solar Cell

## Хід місії

### Запуск та стикування

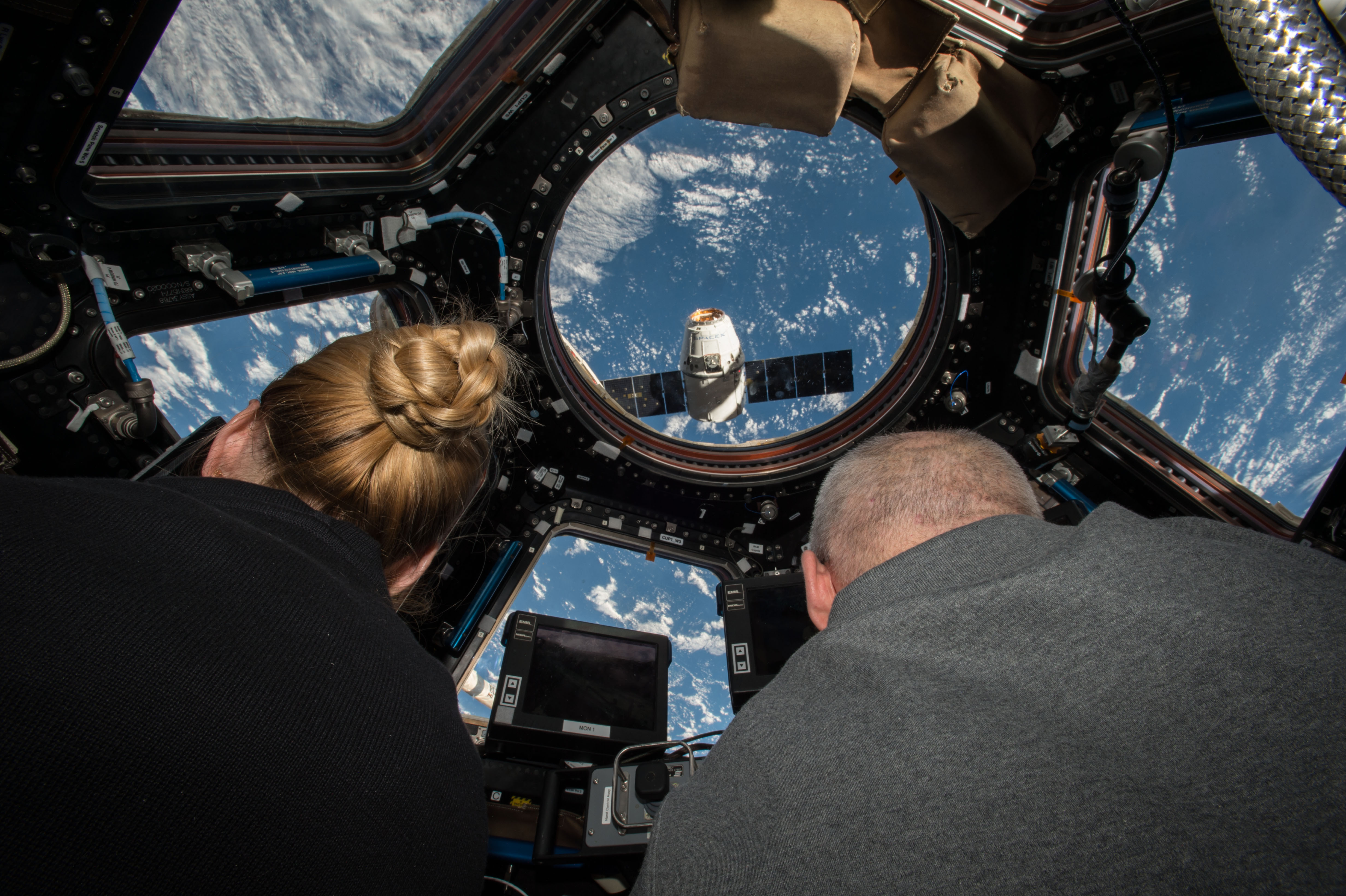
К. Рубенс і Дж. Вільямс спостерігаються за процесом стикування «SpaceX CRS-9» з МКС через купол, 20.07.2016

Корабель було запущено 18 липня 2016 року о 04:45 UTC з космодрому на мисі Канаверал.
20 липня Dragon пристикувався до МКС. О 13:56 (UTC) під керівництвом астронавтів 48-ї експедиції Дж. Вільямса і К. Рубенс корабель було захоплено маніпулятором Канадарм2. Після цього Dragon було переміщено до стикувального модуля Гармоні, через який його остаточно було пристиковано до МКС о 14:03 (UTC).

### Повернення першого ступеня
Перший ступінь ракети-носія Falcon 9 після виведення корабля на необхідну висоту успішно повернувся на землю в район запуску на мисі Канаверал.

## Галерея

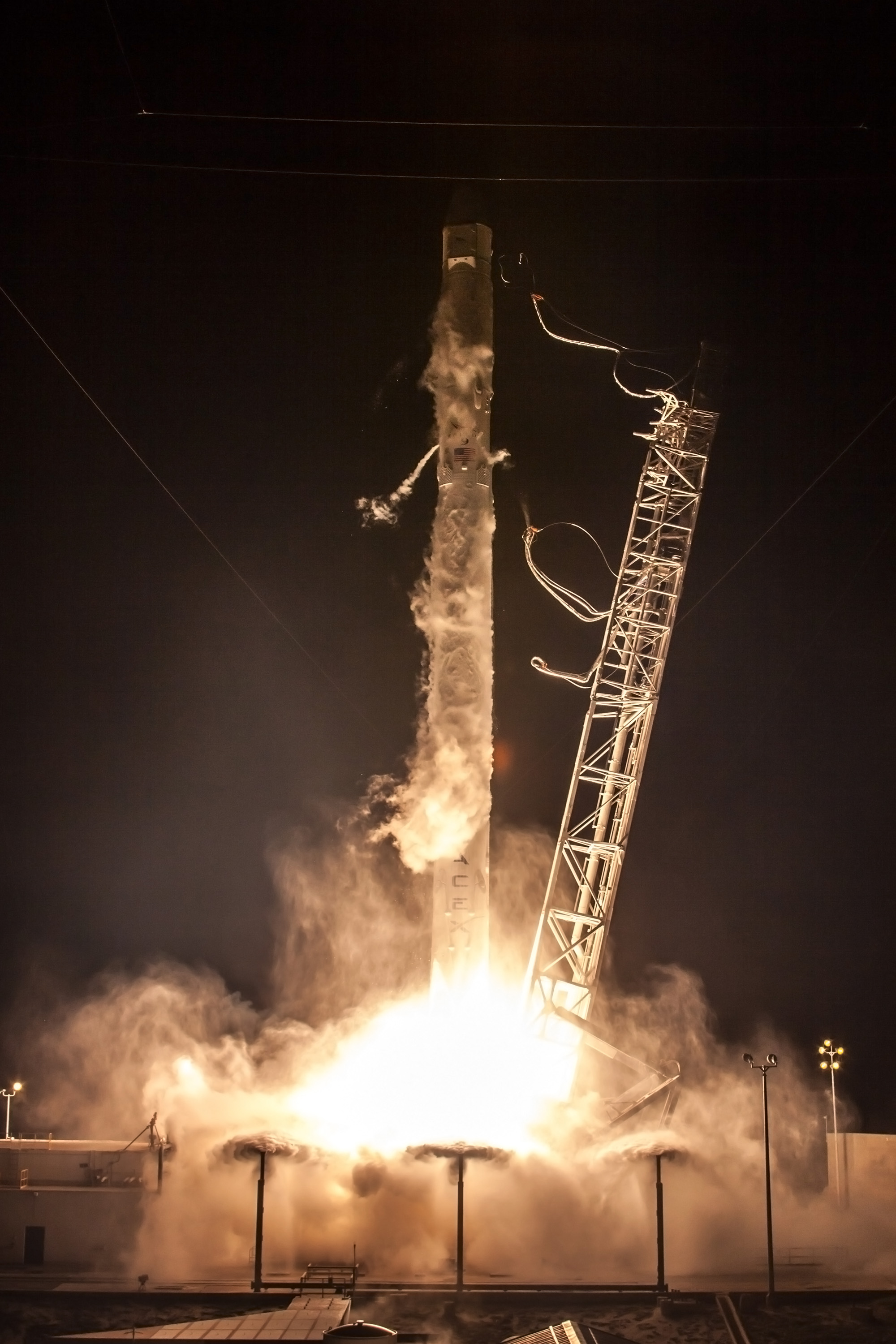
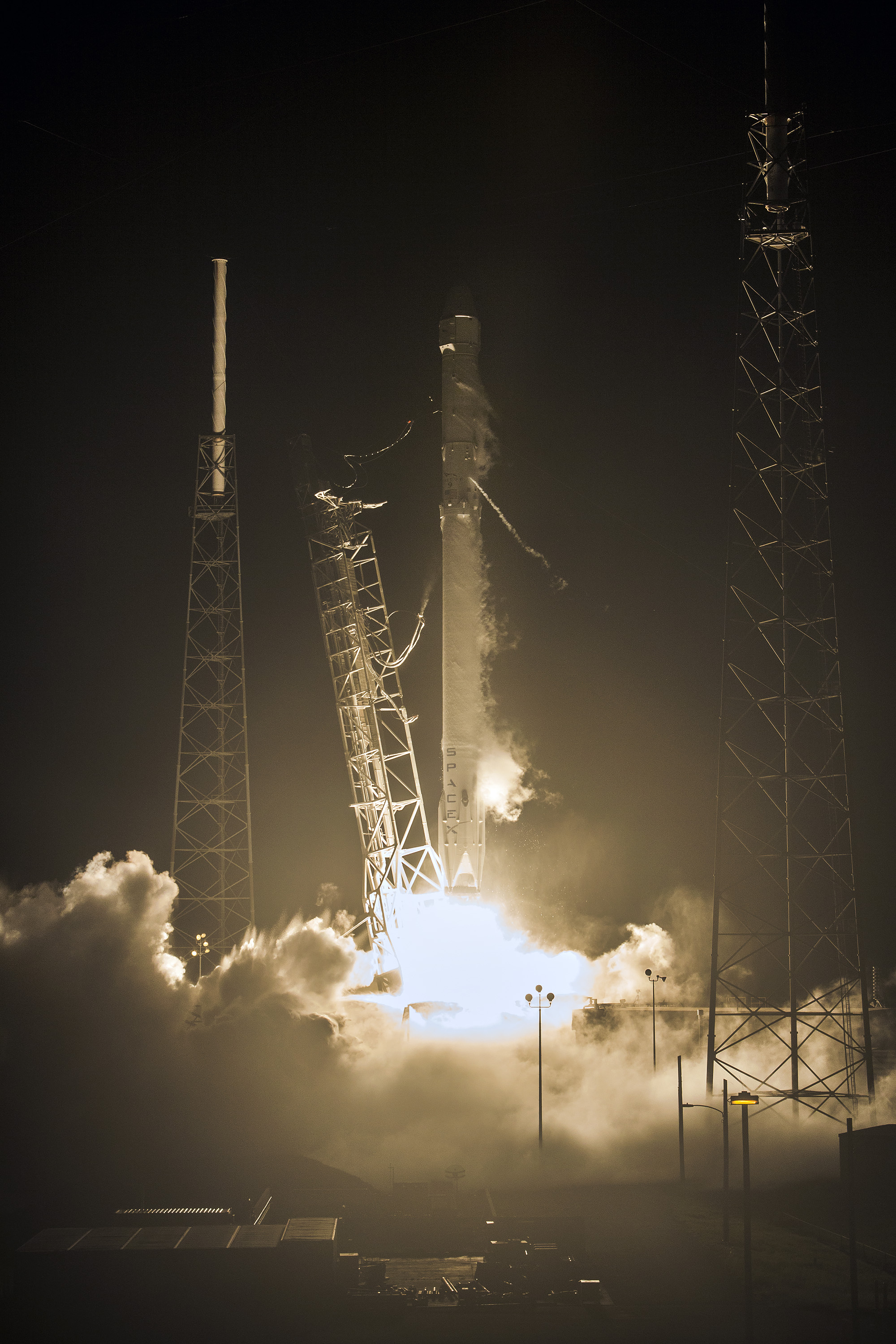
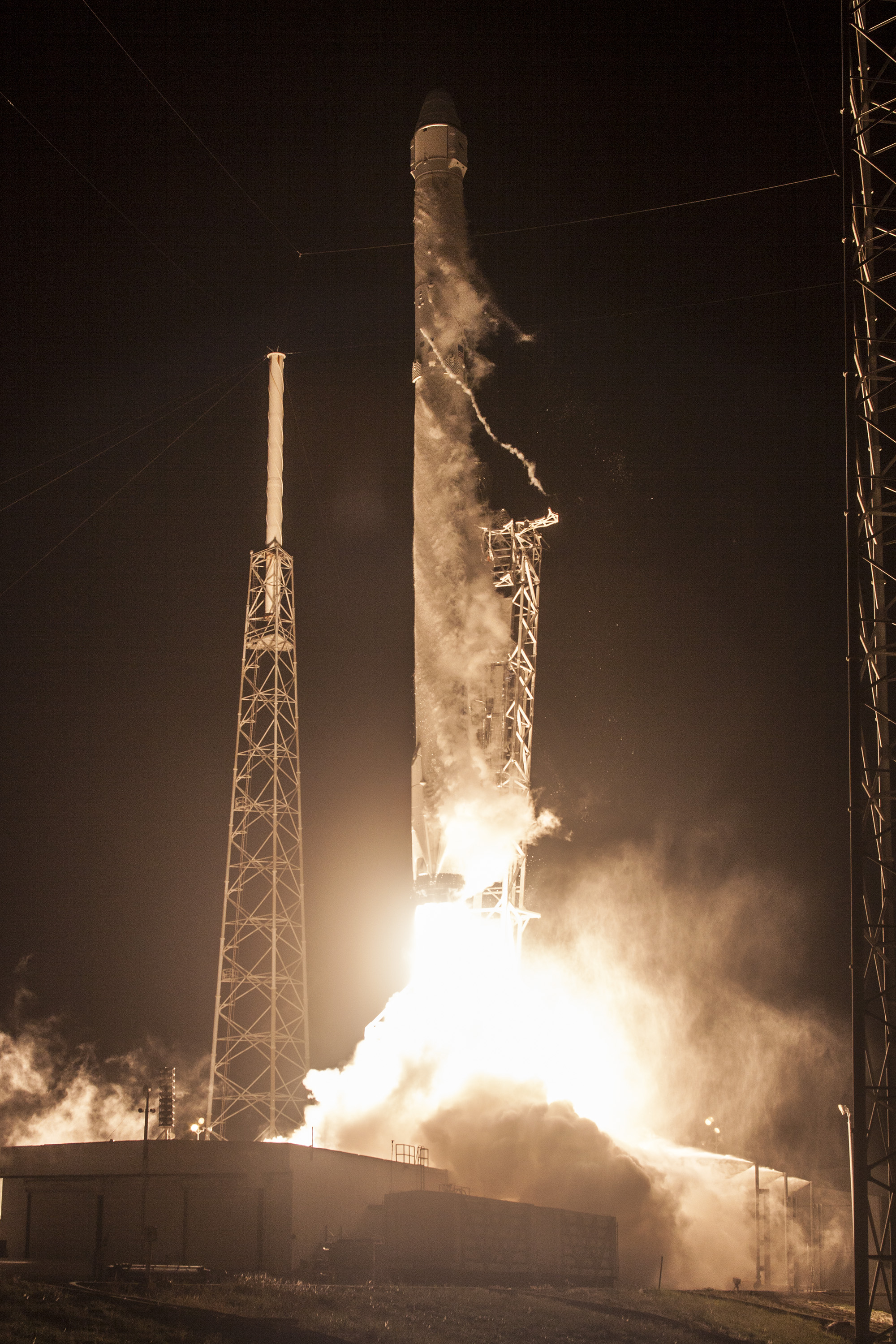
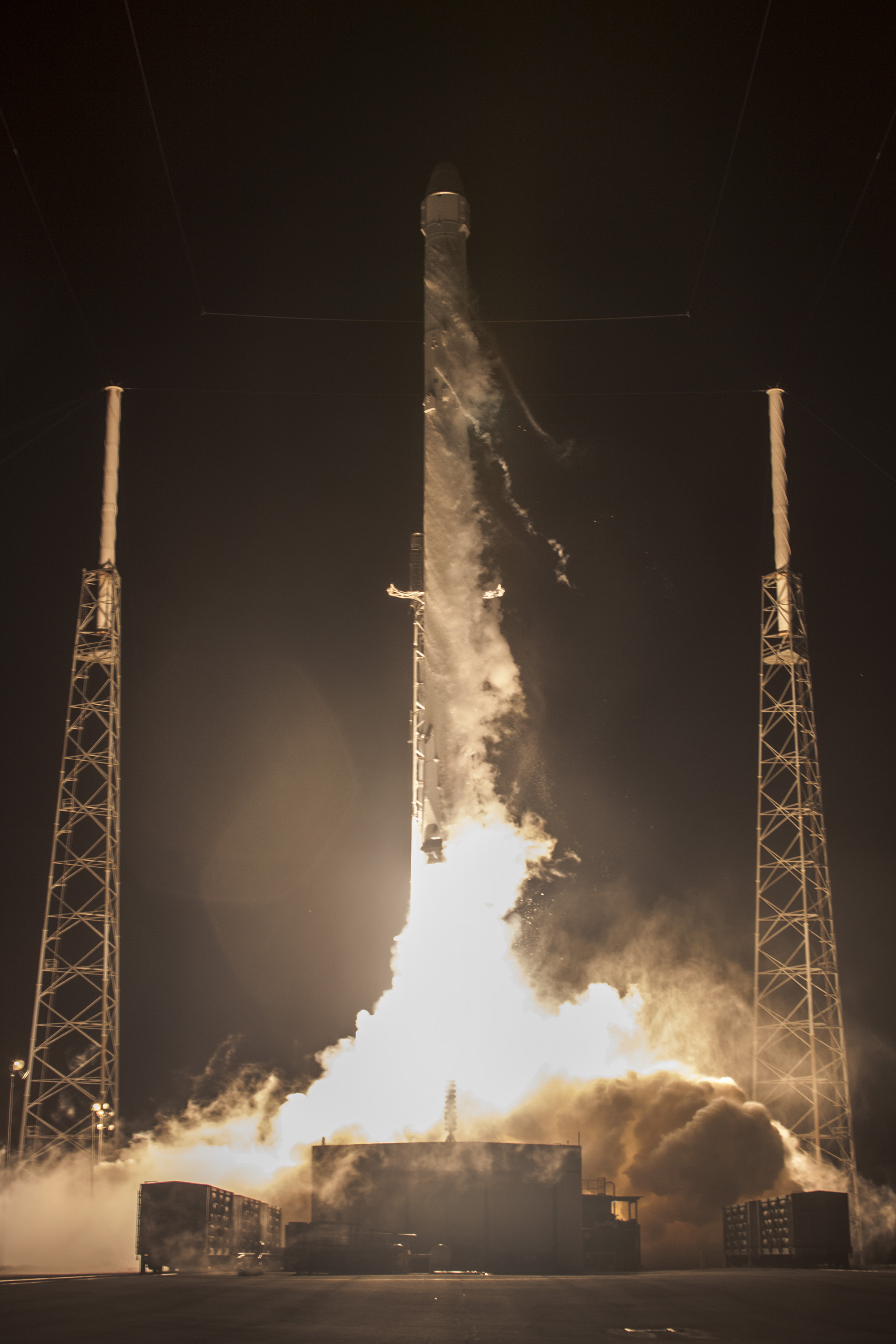
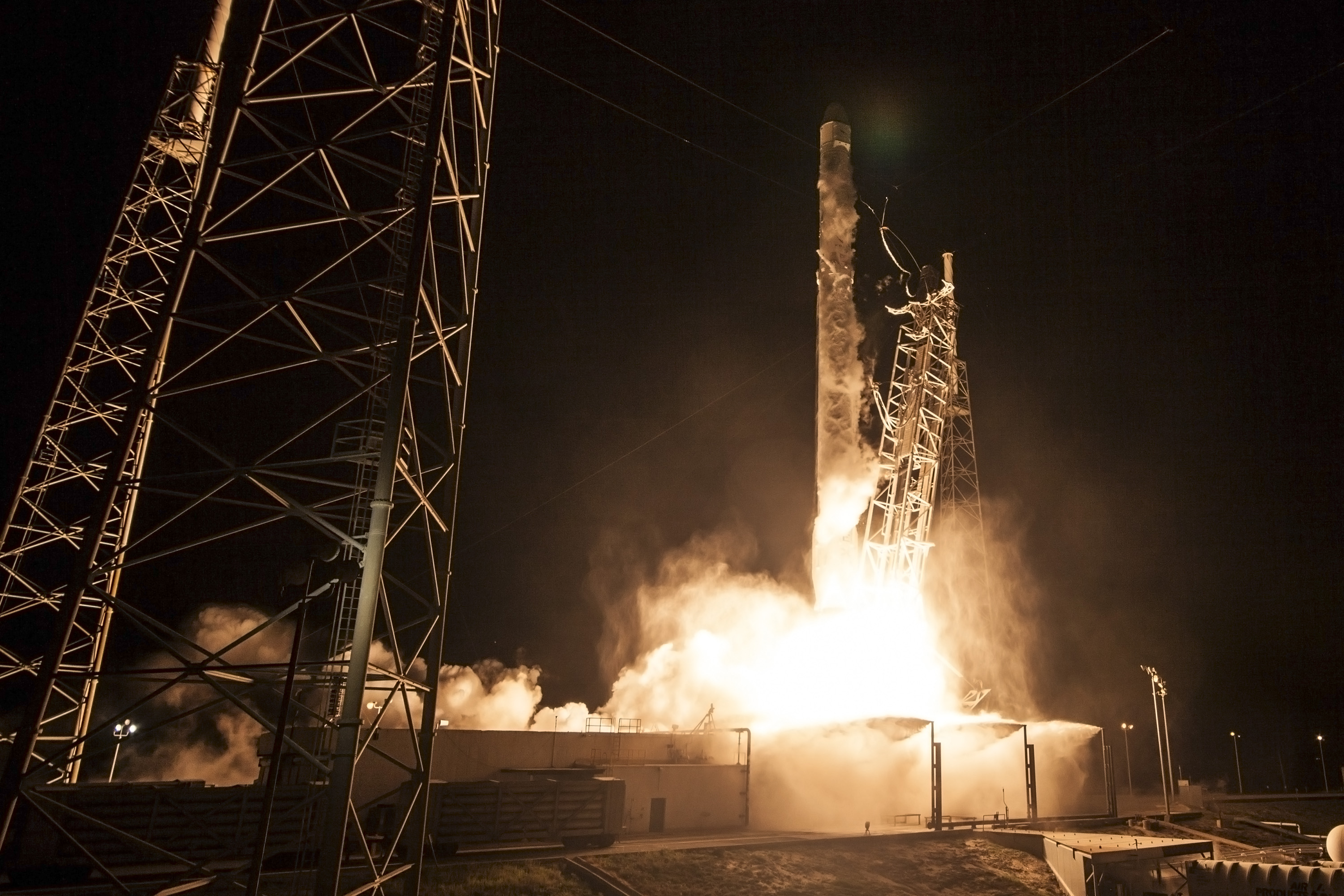
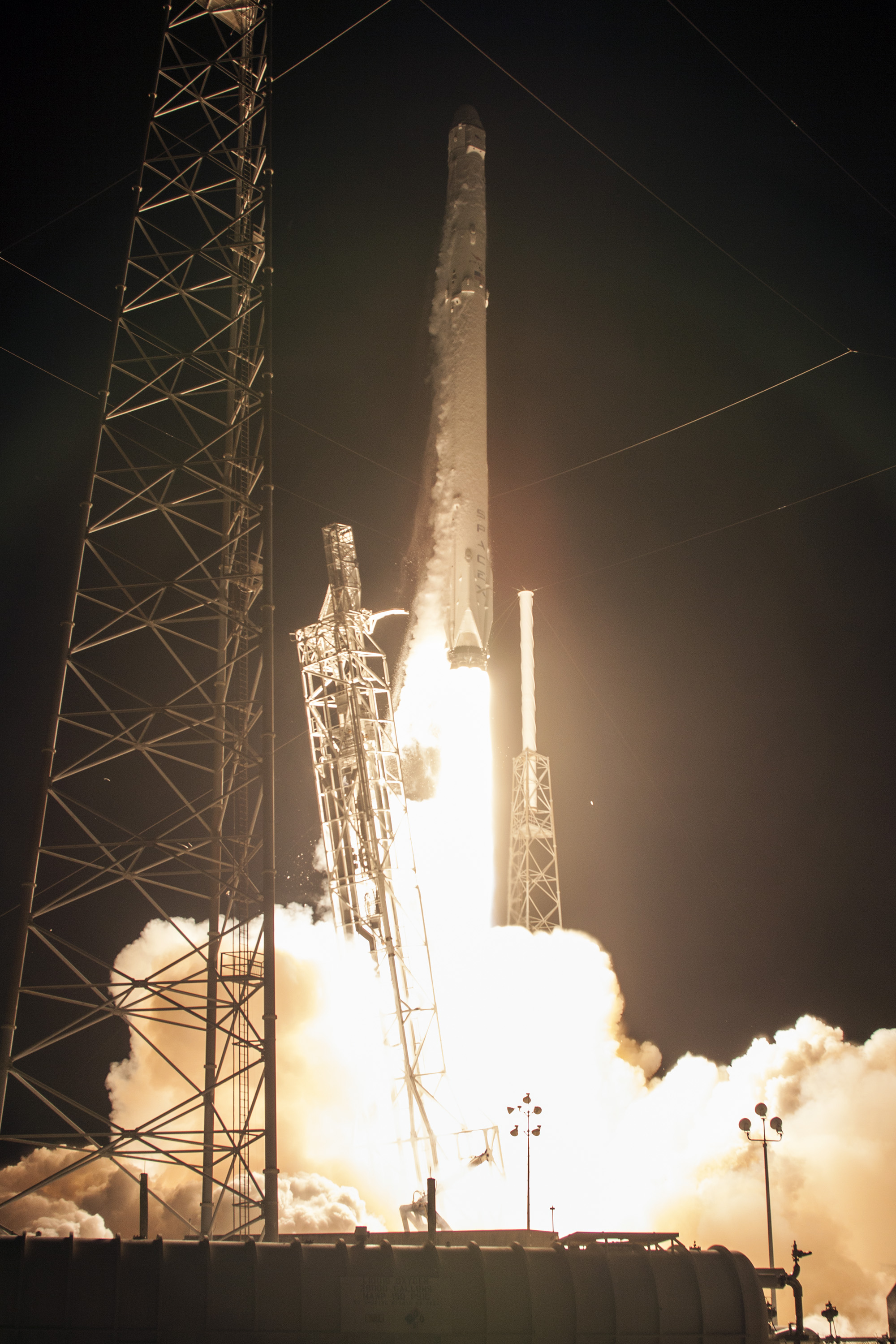
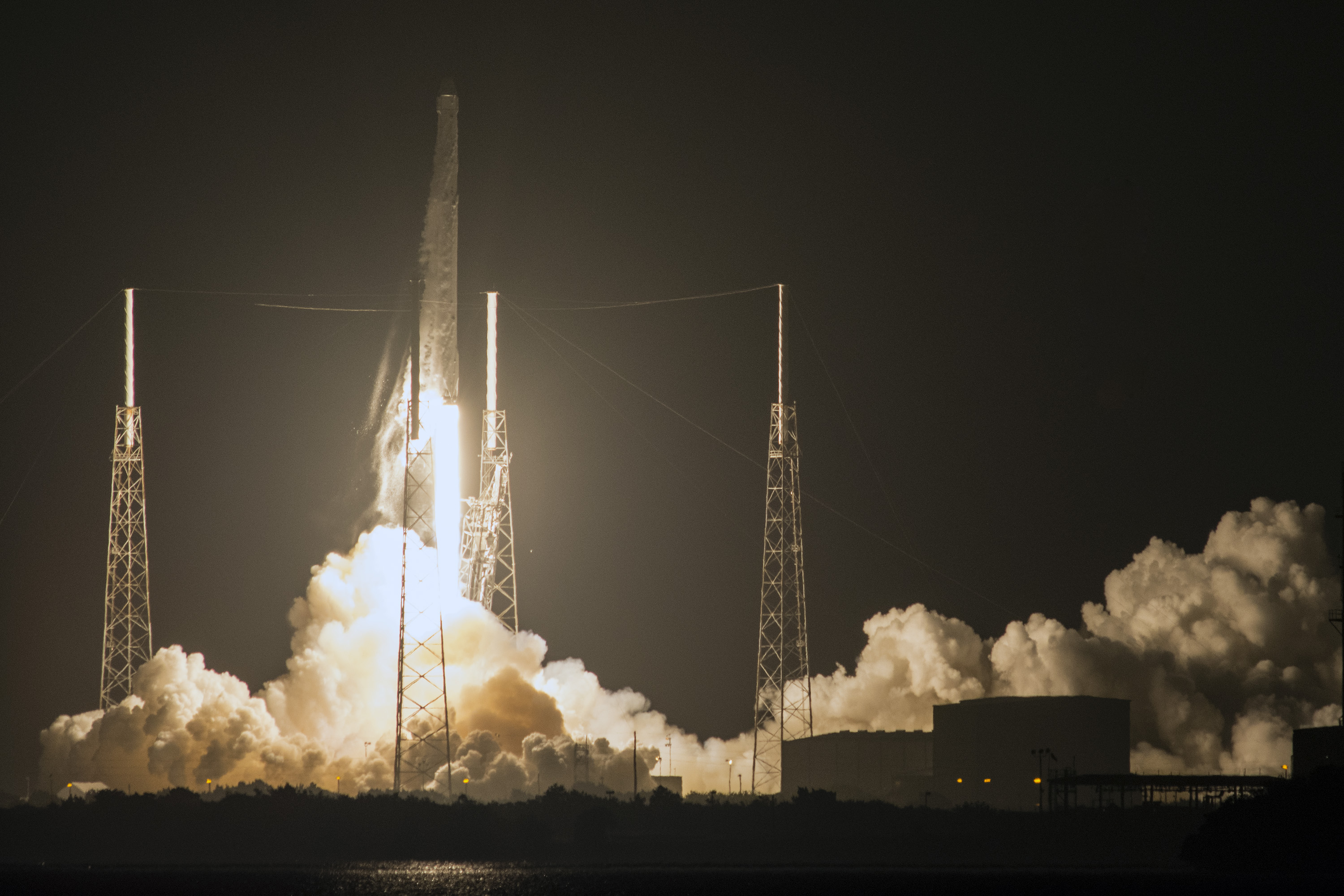
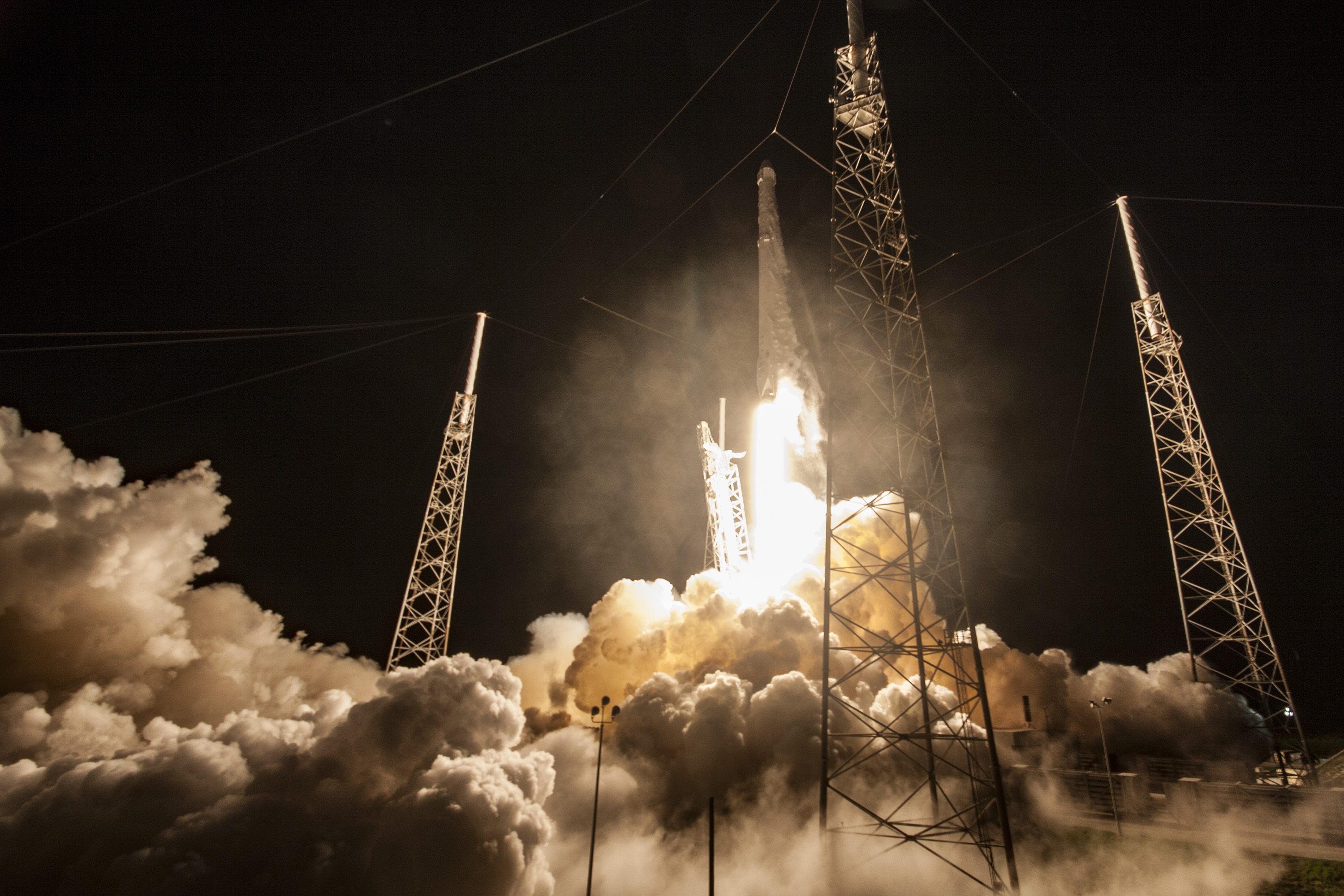
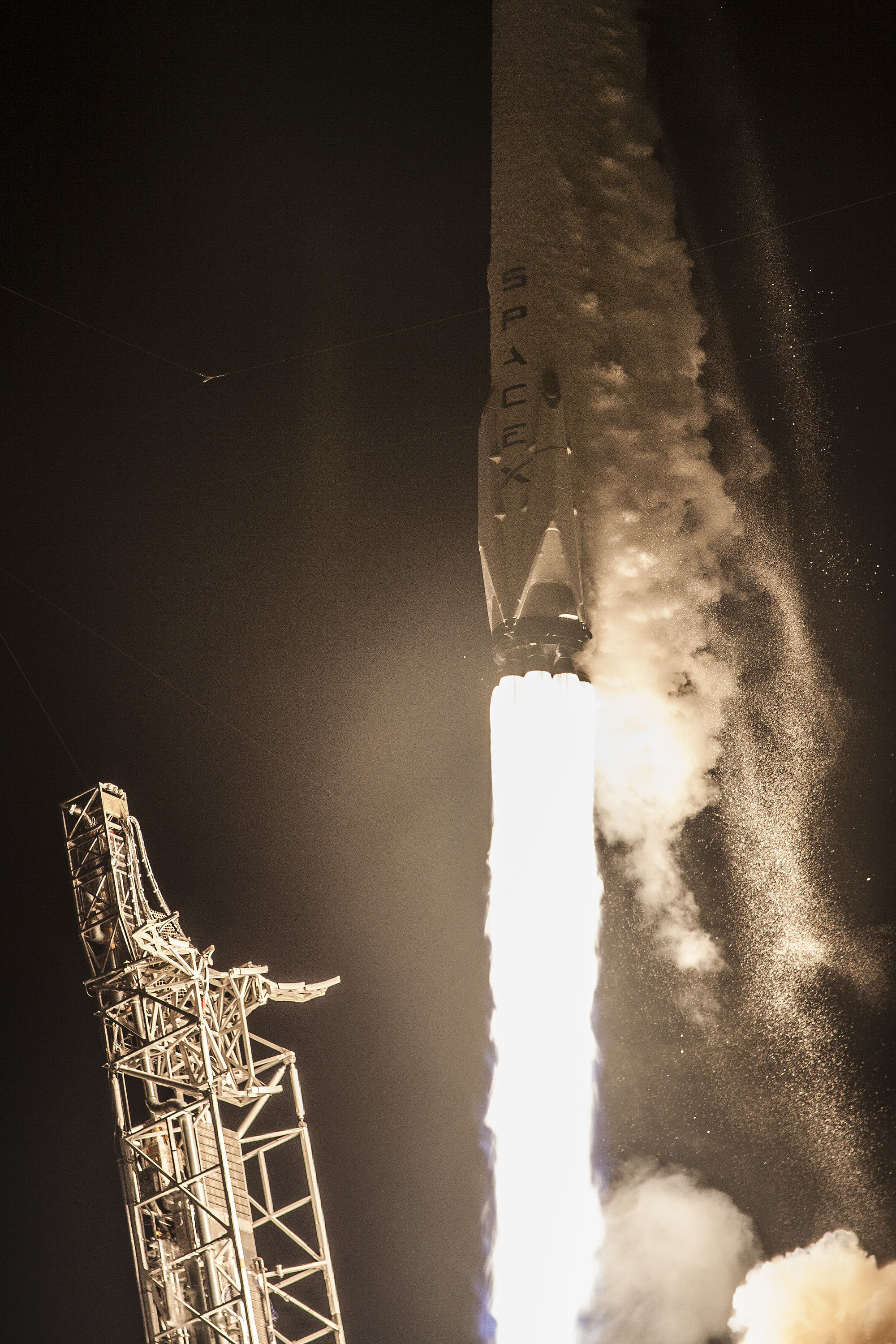
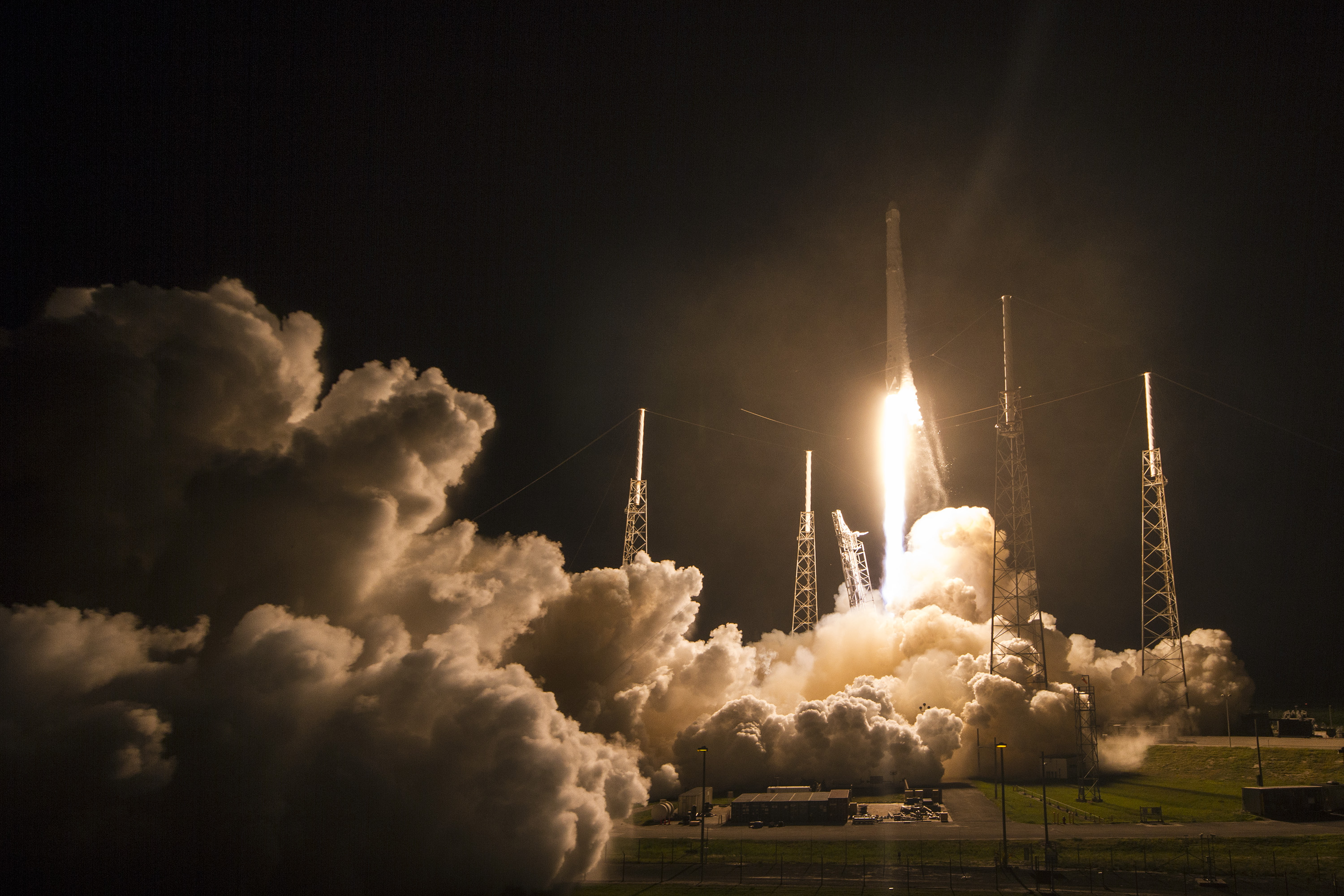
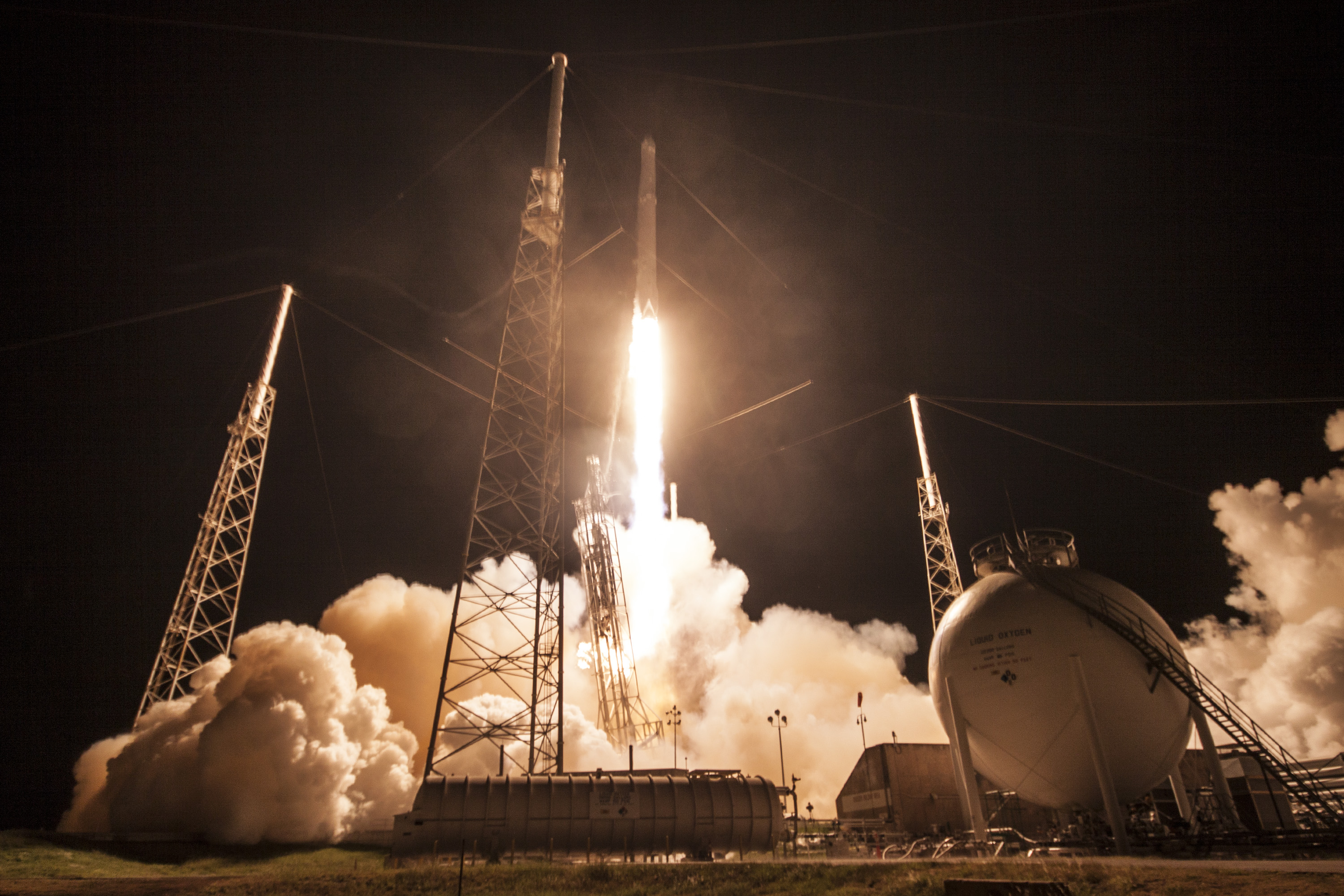
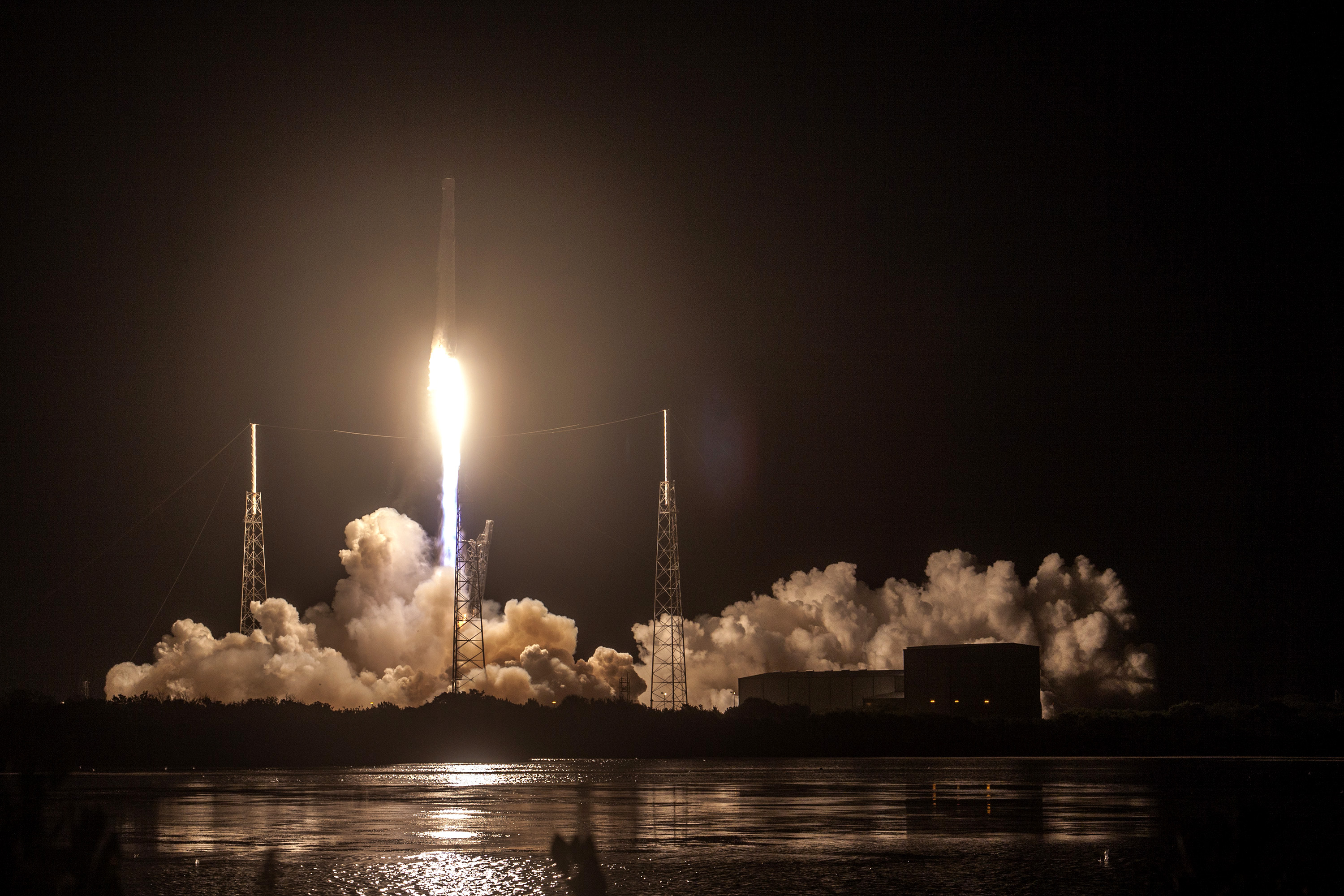
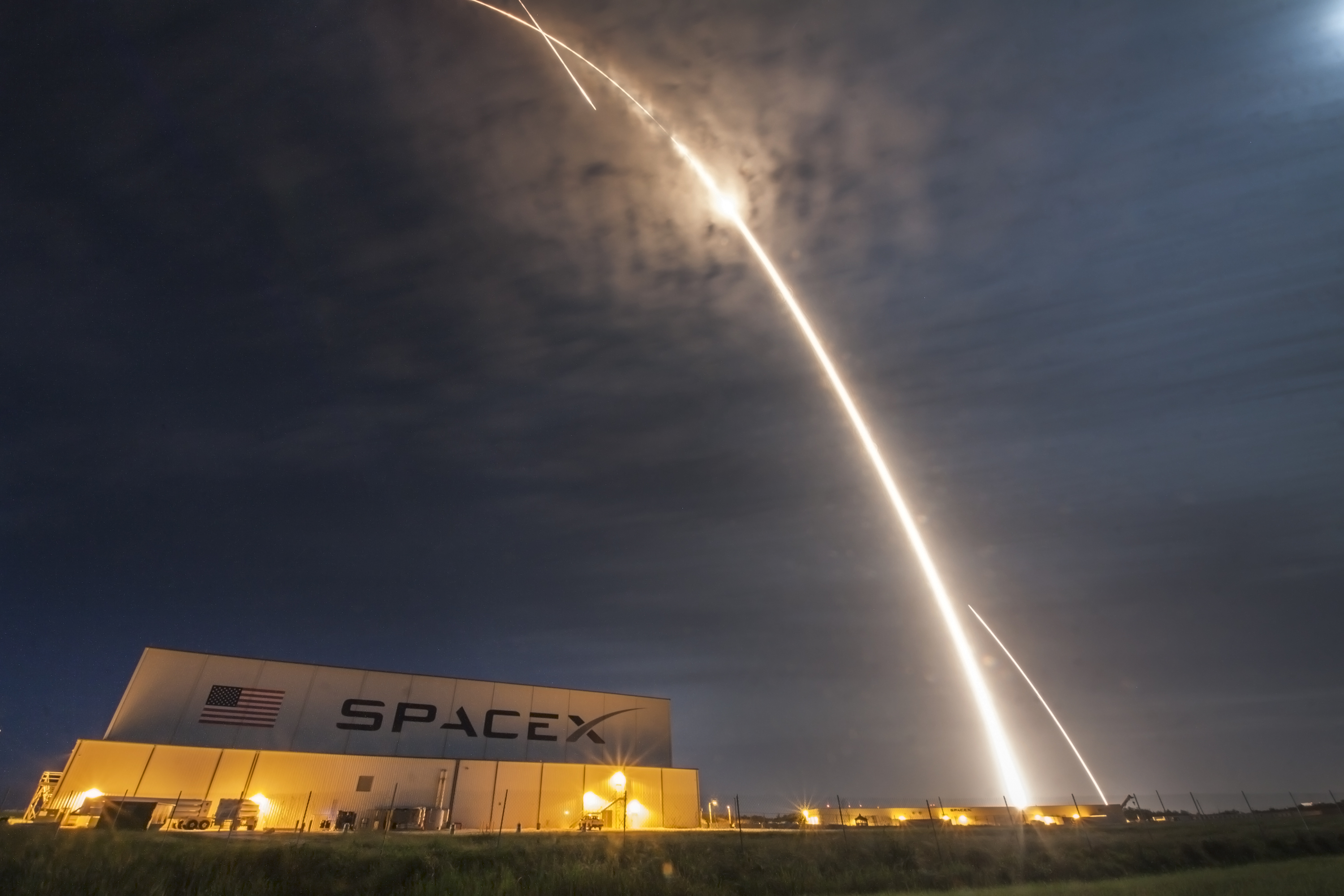
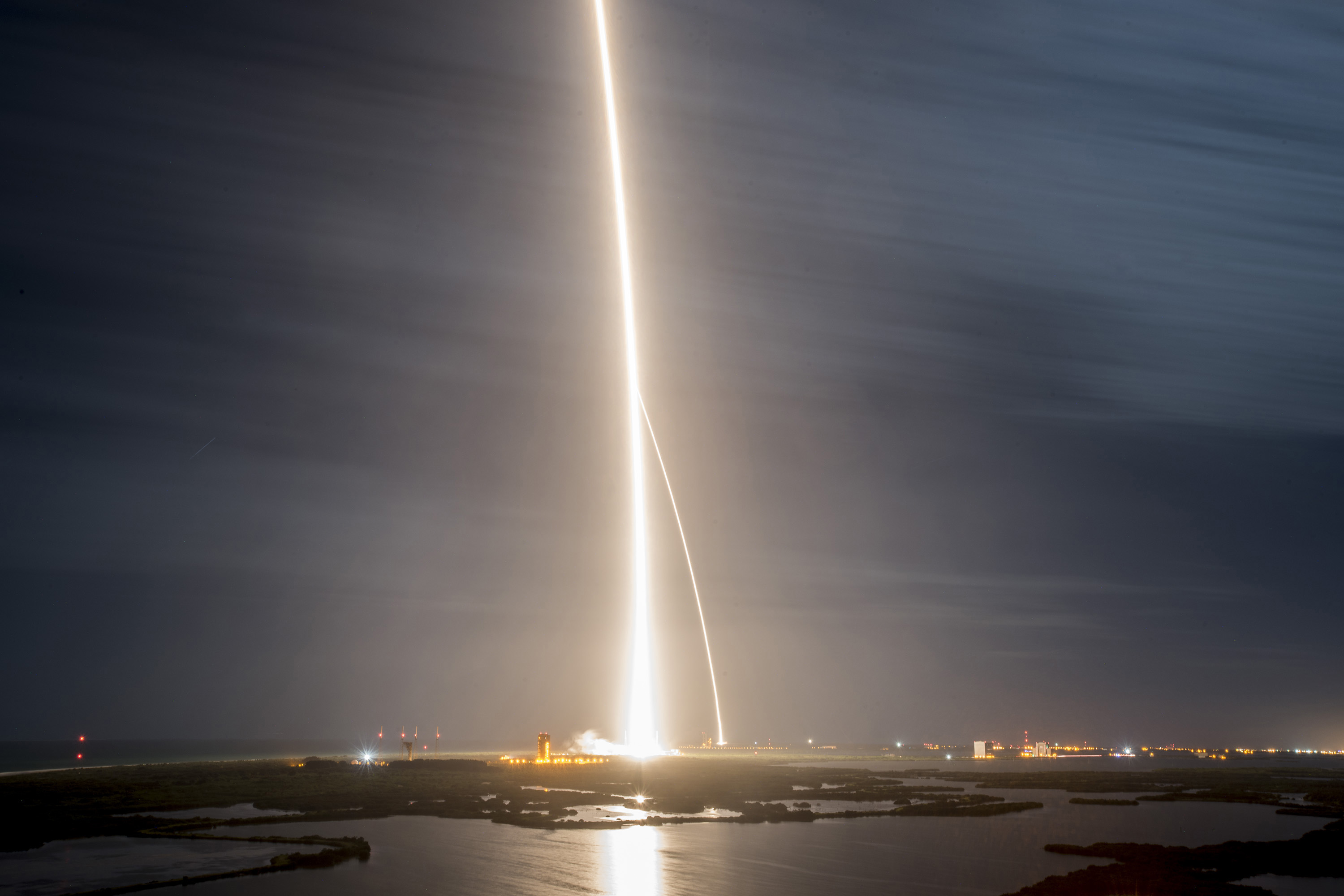
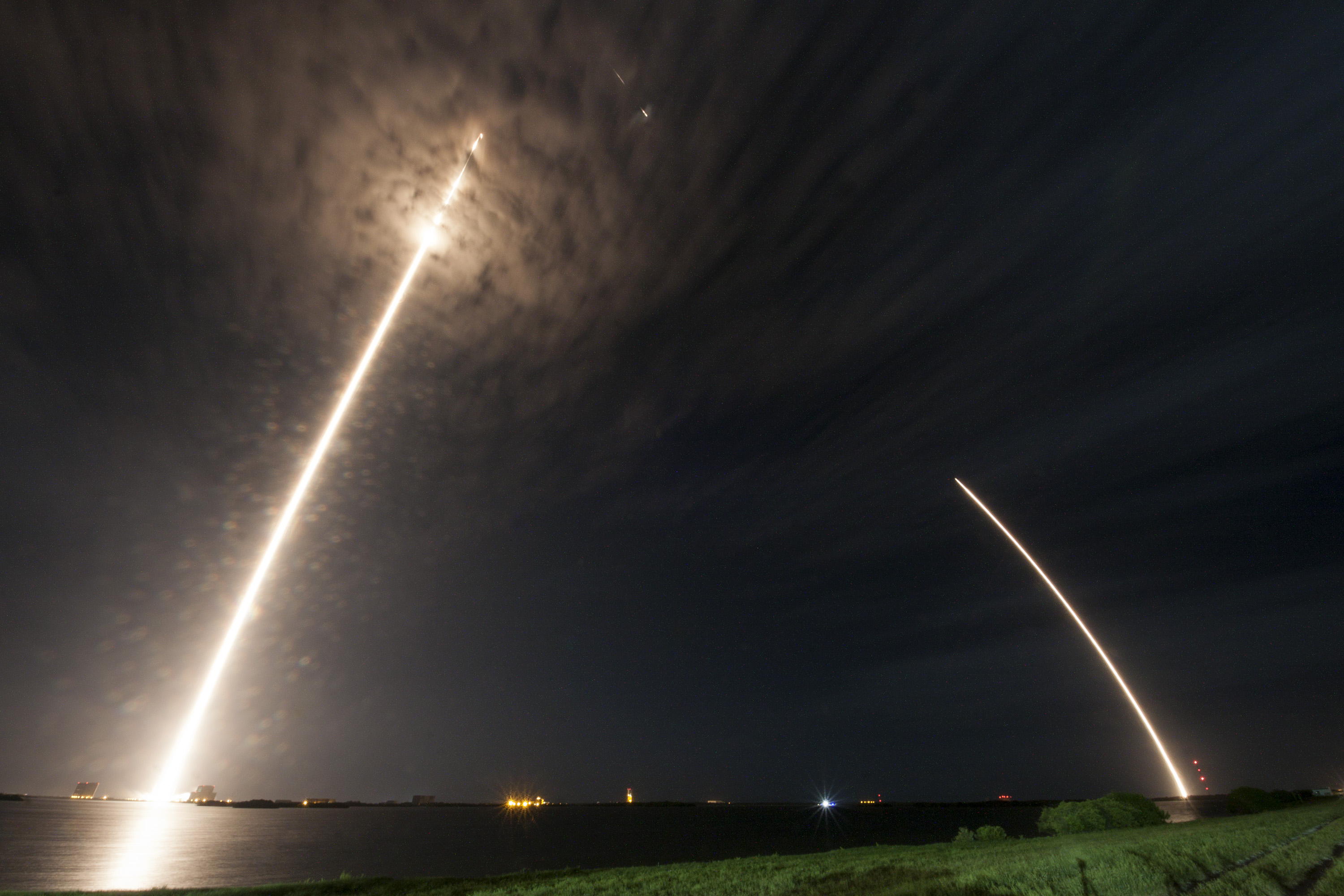
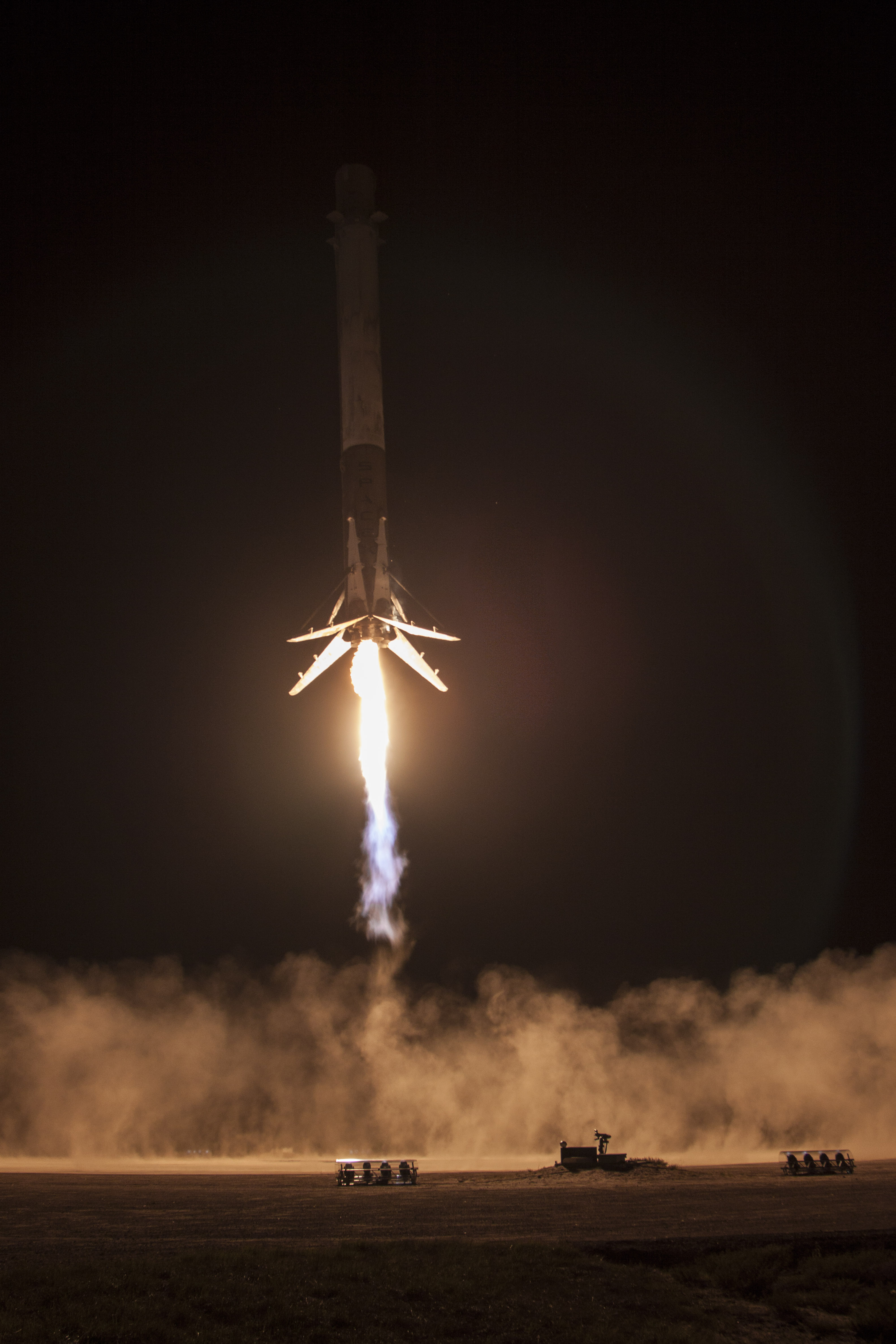
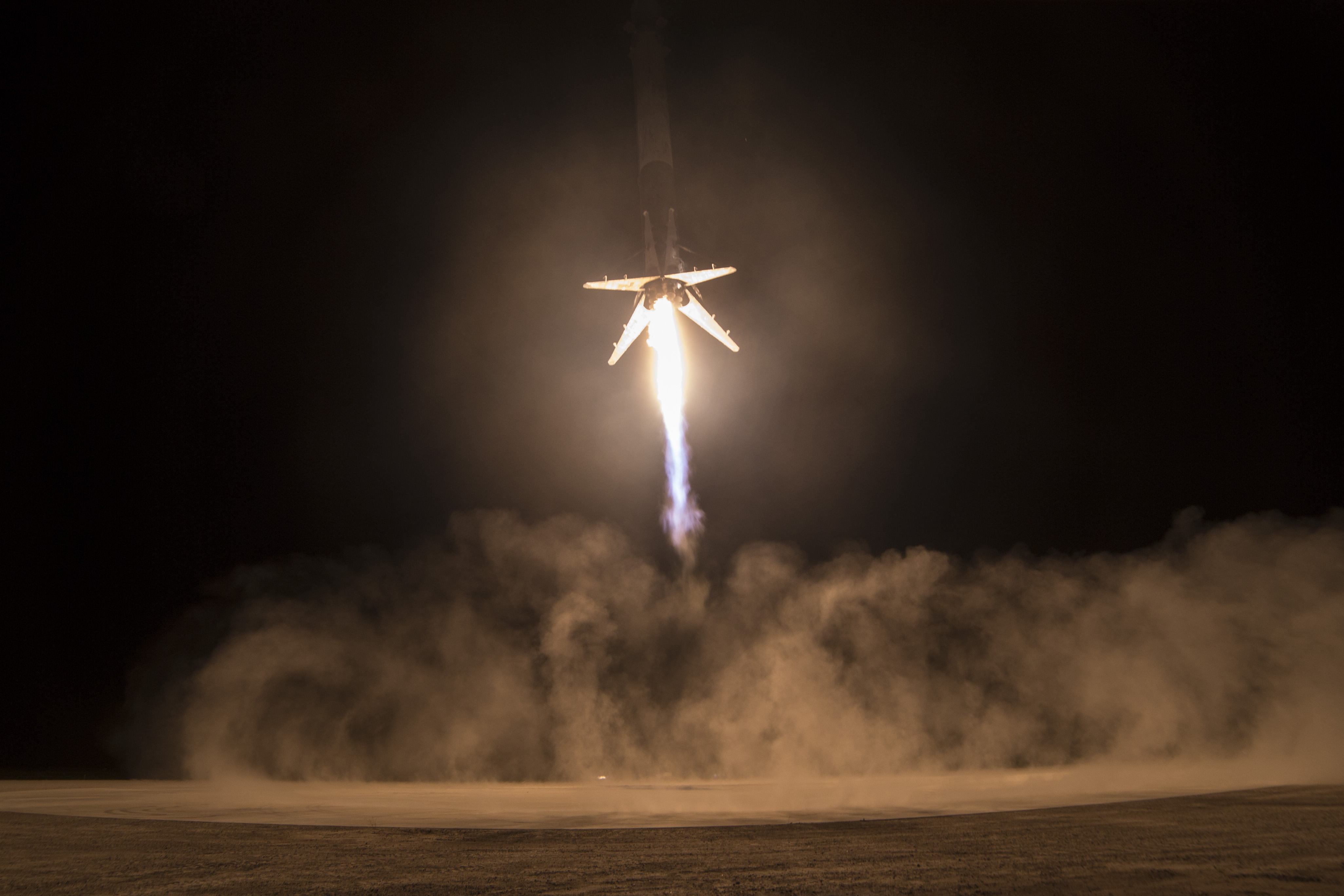
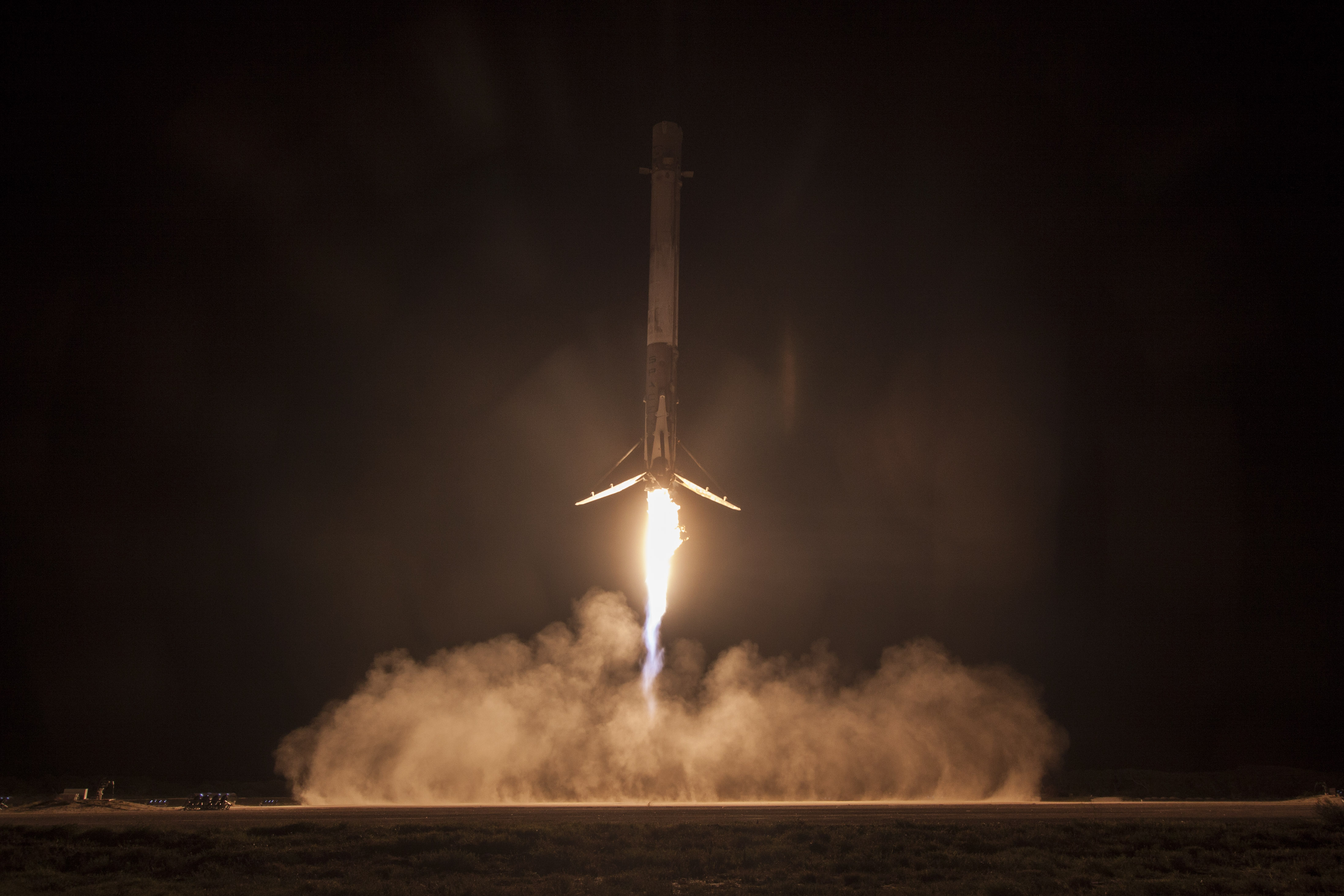
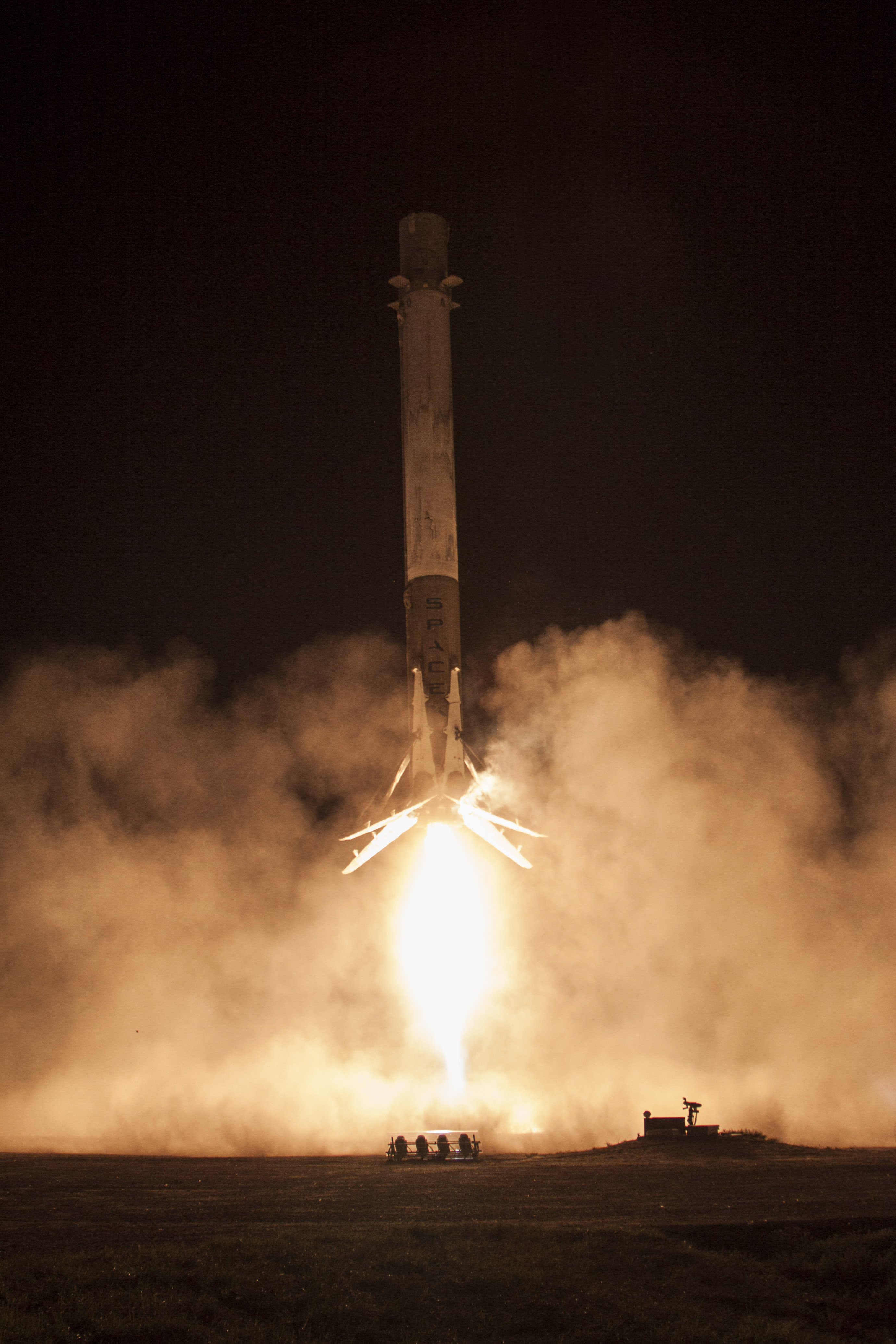
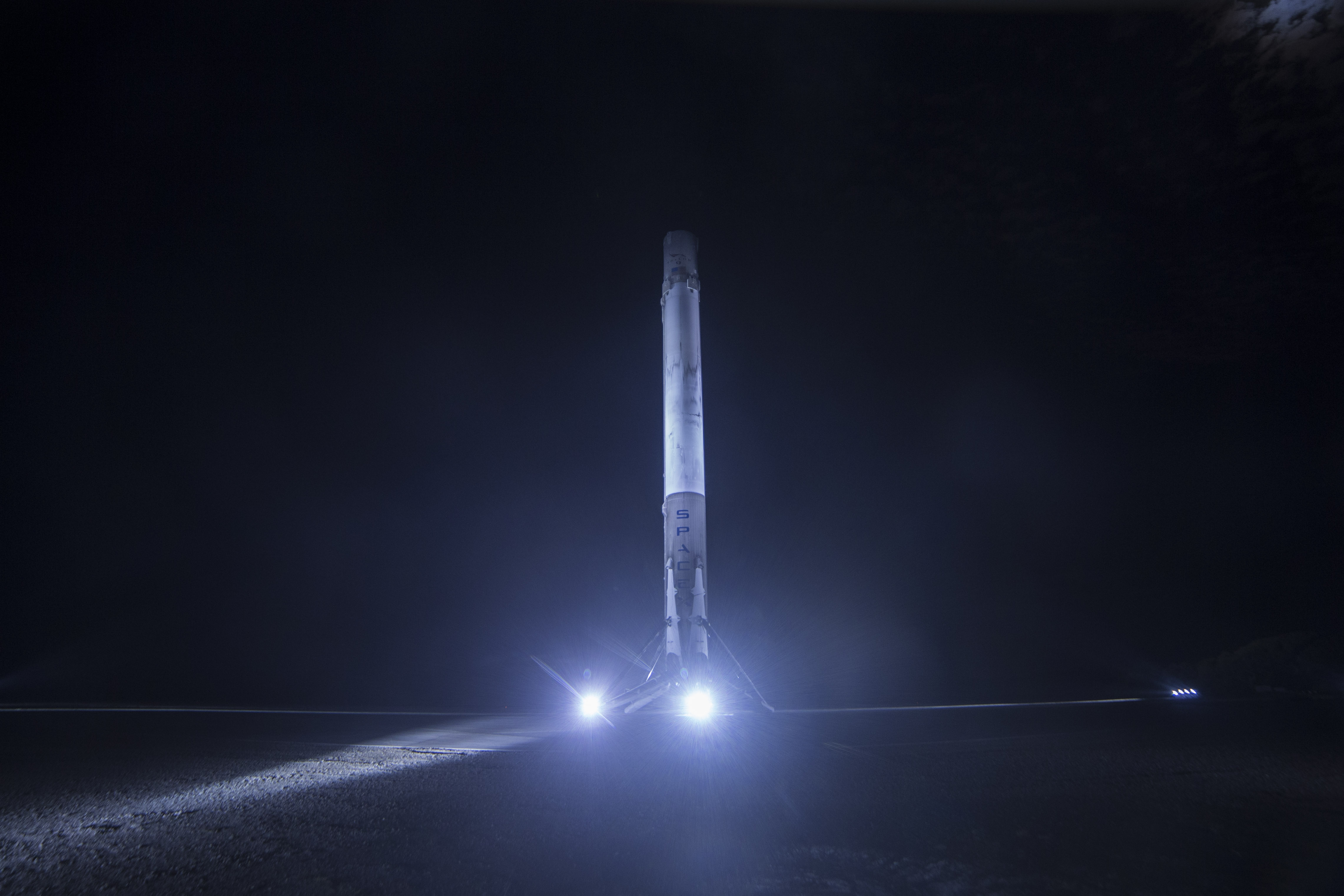
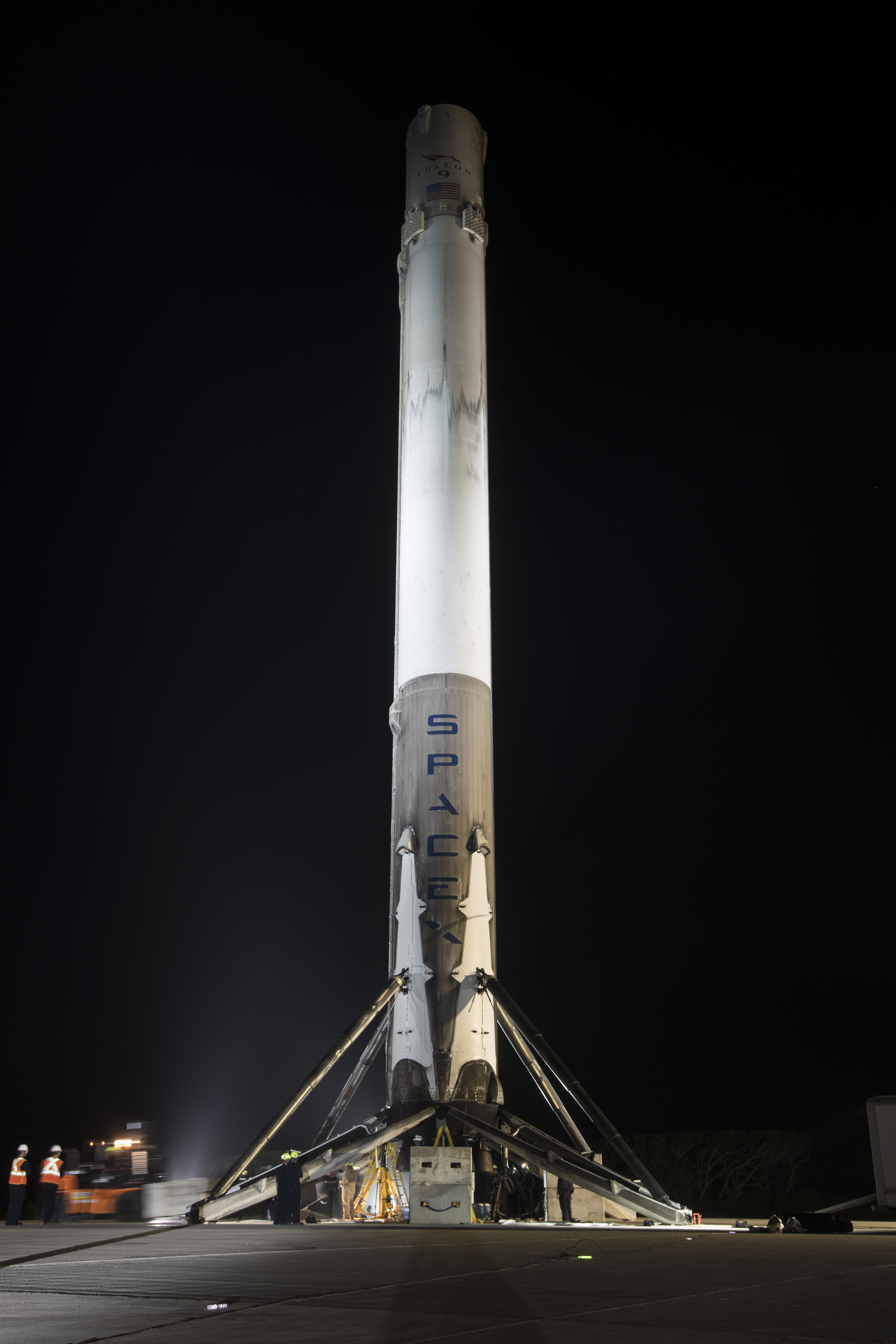

### Відстикування та повернення
Повернення на Землю Dragon відбулося 26 серпня 2016 року. о 10:10 (UTC) корабель, що пробув на станції більше місяця, від'єднався від МКС. О 15:47 (UTC) він приводнився у заданому районі Тихого океану за 326 миль від Каліфорнії. Невдовзі Dragon було піднято на плаваюче судно. Космічний корабель доставив на Землю для НАСА понад 1 тону (3000 фунтів) вантажу. Це наукові та технологічні зразки. Серед іншого — 12 лабораторних мишей, які пробули в космосі понад 1 місяць.